# Maricris García
Maricris Yu García (26 de septiembre de 1987, Caloocan), es una cantante y actriz filipina exmiembro de la agrupación Pinoy Pop Superstar, integrada también por Jonalyn Viray y Gerald Santos. Ha sido considerada como la princesa de la música pop, como una de las Divas más importantes de su país.

## Discografía

### Álbumes
- Pinoy Pop Superstar Year 3 Grand Contenders' Album
  - Track 3: Beautiful Disaster (written by Rebecca Johnson & Matthew Wilder)
- Mga Awit Kapuso (Best Of GMA TV Themes) Volume 4
  - Track 5: Mahal Kita (written by Daniel Tan)
- Mahal Kita

### Singles
- Kahit Isang Saglit
- Mahal Kita (love theme from MariMar)
- Bakit Ikaw Pa Rin (revival from Jaya)

### Soundtracks
- Nang Dahil Sa Iyo (main theme song from Mga Mata ni Anghelita)
- Mahal Kita (love theme from MariMar)
- Kung Sana Bukas (main theme song from Babangon Ako't Dudurugin Kita)

## Filmografía

### Televisión
| Año          | Título                      | Personaje      |
| 2007-Present | SOP Rules                   | Herself/Host   |
| 2007         | Pinoy Pop Superstar: Year 3 | Grand Champion |

## Artistas relacionados
- Jonalyn Viray, Pinoy Pop Superstar Year 1's Grand Champion.
- Brenan Espartinez, Pinoy Pop Superstar Year 1's 1st Runner Up.
- Aicelle Santos, Pinoy Pop Superstar Year 2's 1st Runner Up.
- Bryan Termulo, Pinoy Pop Superstar Year 3's 1st Runner Up.